# Brug 110

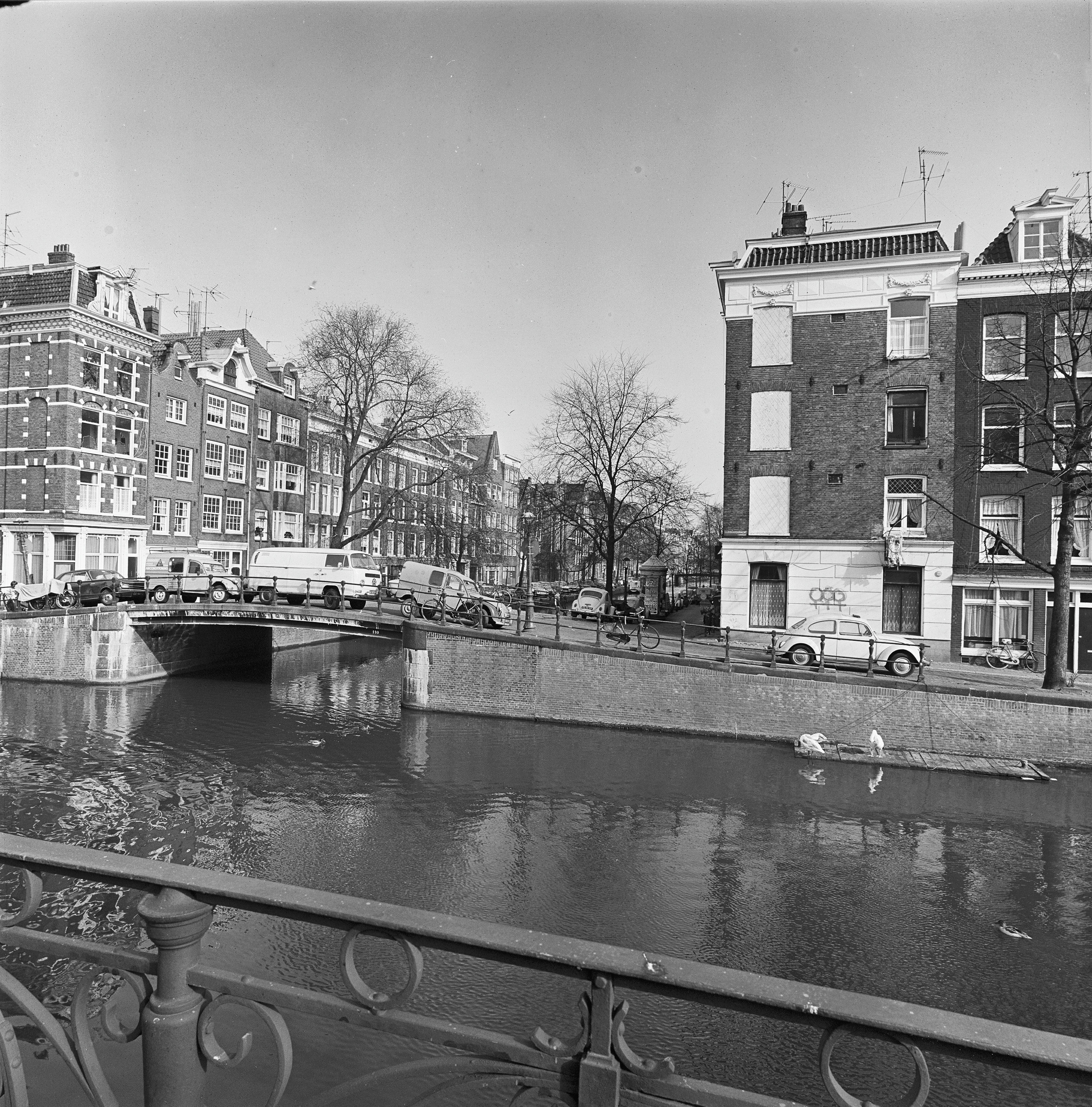
Brug 110 (in 1976) met zoutvorming

Brug 110 is een vaste brug in Amsterdam-Centrum.
Ze is gelegen in de oostelijke kade van de Lijnbaansgracht en ze overspant de Lauriergracht. Ze is daarmee naast brug 111 en brug 112 een van de drie bruggen over deze gracht. De drie genoemde bruggen komen alle al voor op de plattegrond die Balthasar Florisz. van Berckenrode tekende in circa 1625, in dit geval over de Laurier Graft in de kade van de Lijnbaens Graft. In 1869 zou hier al een stenen brug gelegen hebben. In dat jaar probeerde een jongen van de brug op de varende zolderschuit van zijn vader te springen, raakte te water, waarna zijn vader hem achterna sprong. Beiden konden niet zwemmen en moesten door een drietal omstanders gered worden. Echter in 1872 besteedde de gemeente aan “het verbreeden van de vaste houten brug no. 110” toen nog over de Derde Lauriergracht. Zomer 1894 werd geconstateerd, dat de brug aan vernieuwing toe is. Vervolgens brak een discussie los over wat voor soort brug er moest komen, dit in verband met de groentemarkt alhier. Pas in mei 1897 vond de aanbesteding plaats voor een nieuwe brug. Vanaf zes juli werd vervolgens aan de brug gebouwd. De basis voor de brug zou dan nog steeds hout zijn; in december werden de eiken liggers geplaatst, in januari 1898 was het werk klaar. In 1911 werd besproken of er ter plaatse van de brug een voetbrug kon komen over de Lijnbaansgracht; het bleef bij voorstellen. In 1927 was de brug alweer aan vervanging toe en werd er een min of meer standaard liggerbrug geplaatst.
De brug kwam in 2007 in het nieuws toen Spencer Tunick hier een foto maakte met tal van naakte mensen. In 2018 beek de brug niet meer te voldoen aan de veiligheidseisen; er waren scheuren in het metselwerk ontdekt en besloot de gemeente de brug voor het verkeer te sluiten.
<<< · 100 · 101 · 102 · 103 ·  105 · 106 · 107 · 108 · 109 ·  110 · 111 · 112 · 113 · 114 · 115 · 116 · 117 · 118 · 119 · 120 · 121 · 122 · 123 · 124 · 125 · 126 · 127 · 128 · 129 · 130 · 131 · 132 · 135 · 136 · 137 · 138 · 139 · 140 · 141 · 142 · 143 · 144 · 145 · 146 · 147 · 148 · 149 ·  150 · 151 · 152 · 155 · 156 · 159 · 160 · 161 · 162 · 163 · 164 · 165 · 166 · 167 · 168 · 169 ·  170 · 171 · 172 · 173 · 174 · 175 · 176 · 177 · 178 · 179 · 180 · 181 · 182 · 183 · 184 · 185 · 186 · 187 · 189 · 190 · 191 · 192 · 193 · 194 · 195 · 196 · 198 · 199 · >>>
Brugnummers 104, 133, 134, 153, 154, 157, 158, 188 en 197 zijn niet (meer) in gebruik.